# 布道后的幻象
《布道后的幻象》是法國畫家保羅·高更於1888年的油畫作品，描繪的是聖經中雅各與天使摔跤的情景。

## 描绘
高更是表現性的後印象主義畫家，這幅作品當時算是一種前衛藝術。紅色有強烈的主觀性，控制色彩以表現情感。畫中的長帶不知是樹還是路，只具顏色缺泛立體感。主題是雅各與天使摔跤，很多農婦在旁觀。由於主題之物遠離畫面，故這畫作有如夢境之感。

## 外部連結
- 世紀在線中國藝術網
- （英文）WebMuseum: Gauguin, (Eugène-Henri-) Paul Vision After the Sermon, Jacob Wrestling with the Angel （页面存档备份，存于）
- （英文）Art and the Bible （页面存档备份，存于）